# Nejlepší brankář (KHL)
Nejlepší brankář je ocenění pro nejlepšího brankáře východoevropské ligy KHL. Mezi roky 1994 a 2008 bylo ocenění udělováno i v ruské Superlize.

## Držitelé
| Sezóna                      | Hráč                        | Tým                         |                             |
| Zdroj na eliteprospects.com | Zdroj na eliteprospects.com | Zdroj na eliteprospects.com | Zdroj na eliteprospects.com |
| --------------------------- | --------------------------- | --------------------------- | --------------------------- |
| 2023/2024                   | Daniil Isajev               | Lokomotiv Jaroslavl         |                             |
| 2022/2023                   | Nikita Serebrjakov          | Admiral Vladivostok         |                             |
| 2021/2022                   | Ivan Fedotov                | CSKA Moskva                 |                             |
| 2020/2021                   | Edward Pasquale             | Lokomotiv Jaroslavl         |                             |
| 2019/2020                   | Timur Bělov                 | Ak Bars Kazaň               |                             |
| 2018/2019                   | Juha Metsola                | Salavat Julajev Ufa         |                             |
| 2017/2018                   | Pavel Francouz              | Traktor Čeljabinsk          |                             |
| 2016/2017                   | Vasilij Košečkin            | Metallurg Magnitogorsk      |                             |
| 2015/2016                   | Ilja Sorokin                | CSKA Moskva                 |                             |
| 2014/2015                   | Mikko Koskinen              | SKA Petrohrad               |                             |
| 2013/2014                   | Vasilij Košečkin            | Metallurg Magnitogorsk      |                             |
| 2012/2013                   | Alexandr Jeremjenko         | OHK Dynamo Moskva           |                             |
| 2011/2012                   | Alexandr Jeremjenko         | OHK Dynamo Moskva           |                             |
| 2010/2011                   | Vitalij Jeremejev           | Barys Astana                |                             |
| 2009/2010                   | Petri Vehanen               | Ak Bars Kazaň               |                             |
| 2008/2009                   | Georgij Gelašvili           | Lokomotiv Jaroslavl         |                             |